# 과즙

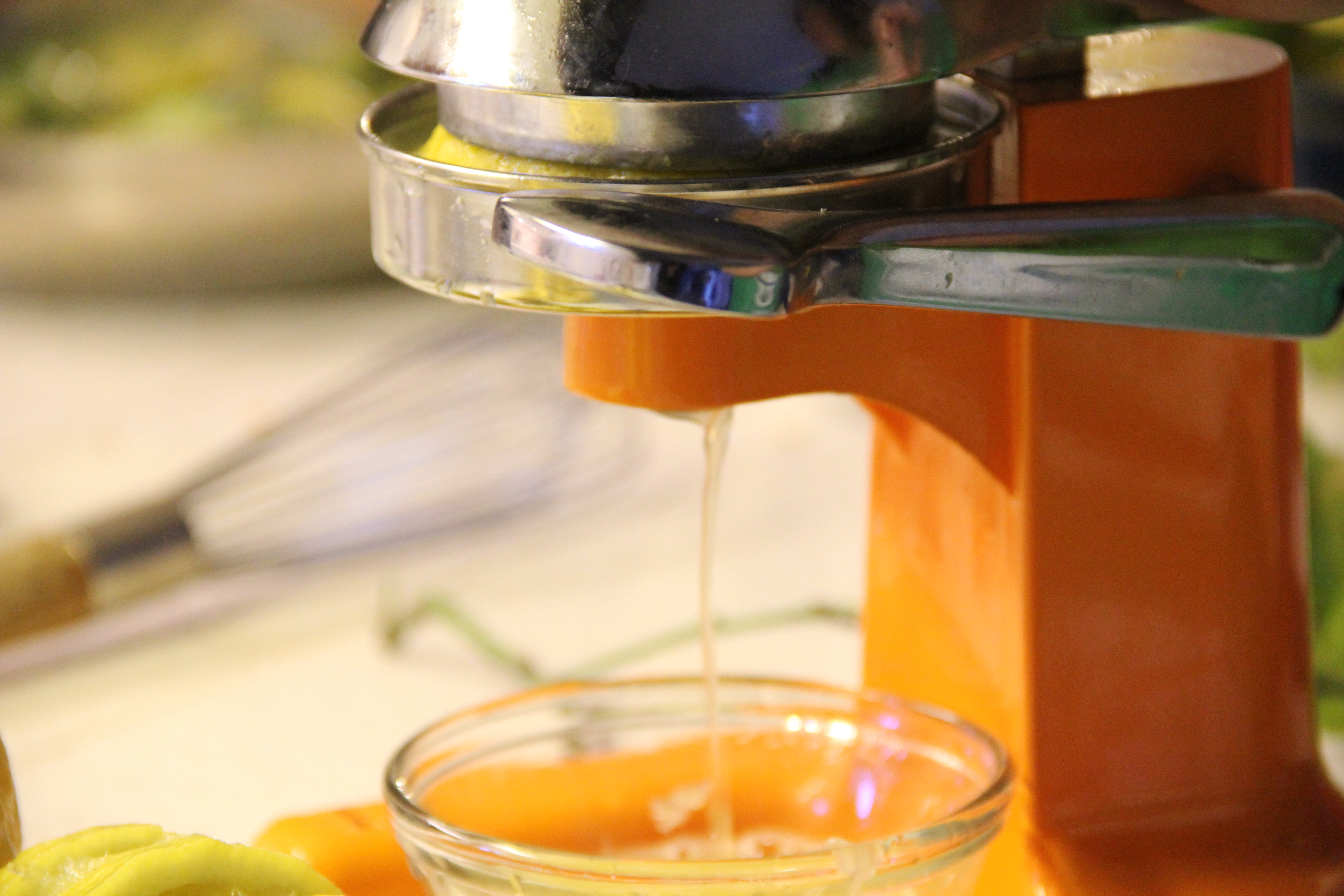
레몬 즙 짜기

과즙(果汁) 또는 과일즙(--汁)은 과일에서 배어 나오거나 과일을 짜서 나온 즙이다. 사과나 오렌지 등의 즙은 그대로 과일 주스(--juice)로 마시기도 하며, 레몬이나 라임 등의 즙은 물을 타 에이드를 만들기도 한다. 시럽, 젤레 등 보존식품을 만들거나 여러 가지 요리에 쓰기도 한다.

## 같이 보기
- 즙
- 채즙
- 육즙